# Colin Campbell (hockeyer)
Colin Herbert Campbell (Rocester, 4 november 1887 - Stafford, 25 augustus 1955) was een Brits hockeyer. 
Met de Britse ploeg won Campbell de olympische gouden medaille in 1920. 

## Resultaten
- 1920  Olympische Zomerspelen in Antwerpen